# マリオカート 〜クッパの挑戦状〜
- ユニバーサル・パークス&リゾーツ > ユニバーサル・スタジオ・ジャパン > ユニバーサル・スタジオ・ジャパンのアトラクション > マリオカート 〜クッパの挑戦状〜
- スーパー・ニンテンドー・ワールド > マリオカート 〜クッパの挑戦状〜
- マリオカートシリーズ > マリオカート 〜クッパの挑戦状〜

マリオカート ～クッパの挑戦状～（英: Mario Kart: Bowser's Challenge）は、世界のユニバーサル・スタジオ・テーマパークにある、任天堂の『マリオカートシリーズ』を題材としたライド・アトラクションである。

## 存在するパーク
- ユニバーサル・スタジオ・ジャパン
- ユニバーサル・スタジオ・ハリウッド
- ユニバーサル・エピック・ユニバース（ユニバーサル・オーランド・リゾート）

## 概要
アトラクションの外観や待ち列はクッパ城を再現しており、巨大なクッパの石像や『マリオカート』シリーズに登場するトロフィーが展示されているほか、クッパの書斎も見ることができる。
アトラクションでは、ゲストはマリオチームの一員としてクッパチームとカートで勝負を繰り広げる。マリオの帽子をイメージした専用のサンバイザーに、ライドに接続されたARゴーグルを装着し、4人乗りのカートに搭乗する。カートはレールに沿って進み、水中やレインボーロードなどのコースを巡る。ゲストは各座席に設置されたハンドルを使い、レース中にアイテムボックスから手に入る「ミドリこうら」（座席ごとに色が異なる）をクッパチームに投げたり、ARゴーグルに表示される矢印に従ってハンドルを操作したりしてコインを獲得できる。
さらに、専用の「パワーアップバンド」を搭乗時にライドのハンドル中央にある「M」マークにかざすことで、公式アプリに獲得したコインを加算する仕組みが用意されている。

## 製作

### プレショー
プレショールームでは、アトラクションのルールや注意事項がビデオで説明される。このプレショー映像では、ゲストが行うべき操作が多いにもかかわらず、ほとんどが映像のみで説明される。この形式は、『マリオ』シリーズのゲーム自体が操作方法を簡潔にデザインしている点を反映していると考えられる。
「狙う」動作の説明では、顔の向きを使って甲羅を投げる方向を決める仕組みが紹介される。例えば、顔を上に向けることで上部を狙う様子が、2次元的なアニメーションで説明されている。また、メイン画面とサブの4つの画面を連携させることで、4人乗りライドのゲストそれぞれに個別の説明を行う仕組みが採用されており、これはテーマパークにおいて新しい発想となっている。

### ARゴーグル
本アトラクションは、ARゴーグルを使用したパーク最初の本格的なライドアトラクションである。これまでにもXRライドは展開されていたが、VRゴーグルの装着には時間がかかり、回転率に影響を与えることや、頭に固定しないとアトラクション中にゴーグルがずれてしまうという課題があった。

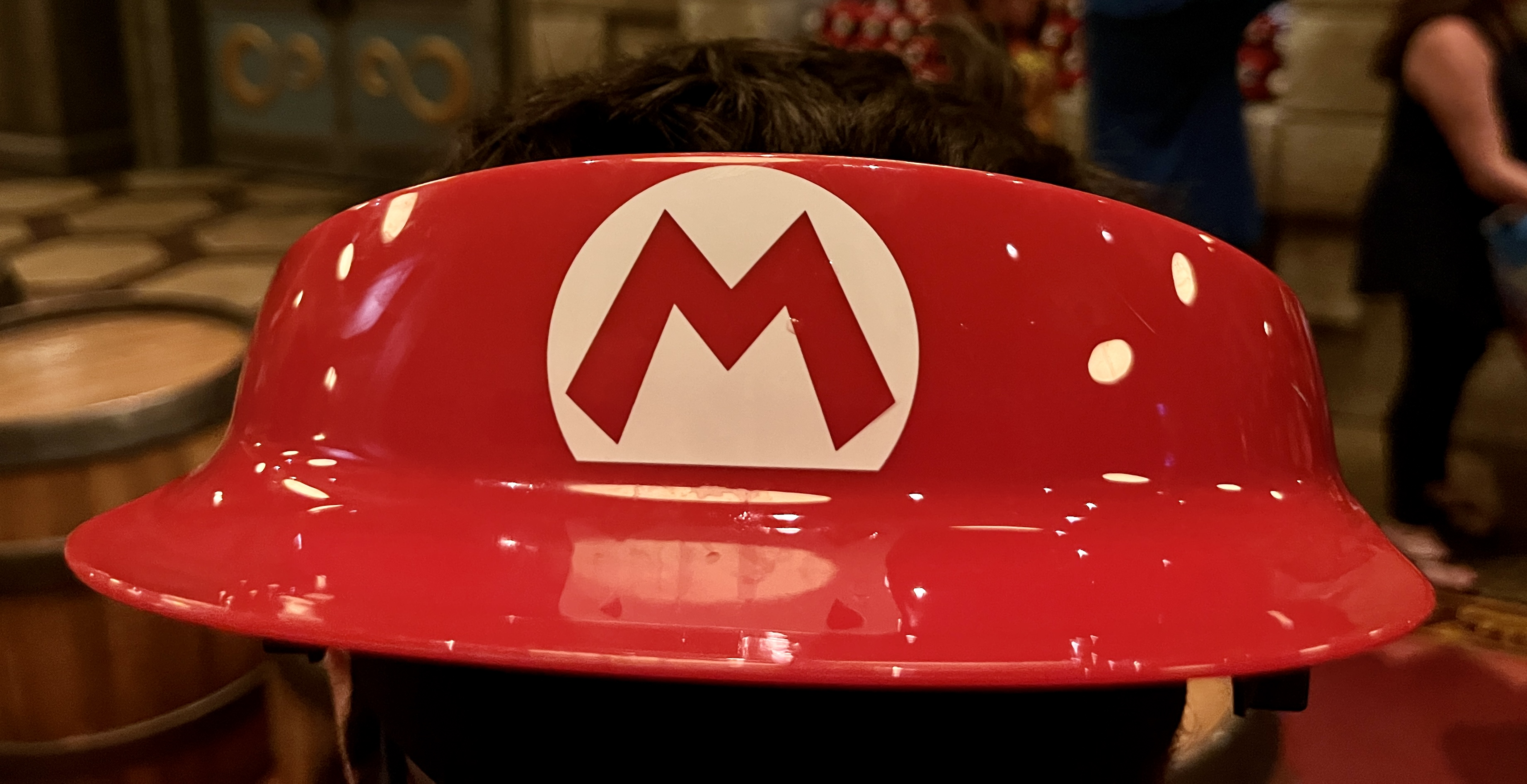
マリオの帽子をデザインしたヘッドバンド

この課題を解消するために採用されたのが、グラスとヘッドバンドを分離する方式である。プレショー前に、マリオの帽子をデザインしたヘッドバンドのみを配布し、ライド乗車後にヘッドバンドにARグラスを装着する仕組みとなっている。ゲストは自身でヘッドバンドを装着するため、時間的な余裕があり、自分の頭にしっかりフィットさせることが可能である。ヘッドバンドのサイズ調節がベルト式ではなくダイヤル式である点も、簡単に調整できる要因となっている。
さらに、ゲストの体に直接触れるのはヘッドバンドのみで、ARグラスはライドに据え置かれたまま使用されるため、ヘッドバンドだけを洗浄すれば衛生面の問題が解決される。

## 栄誉

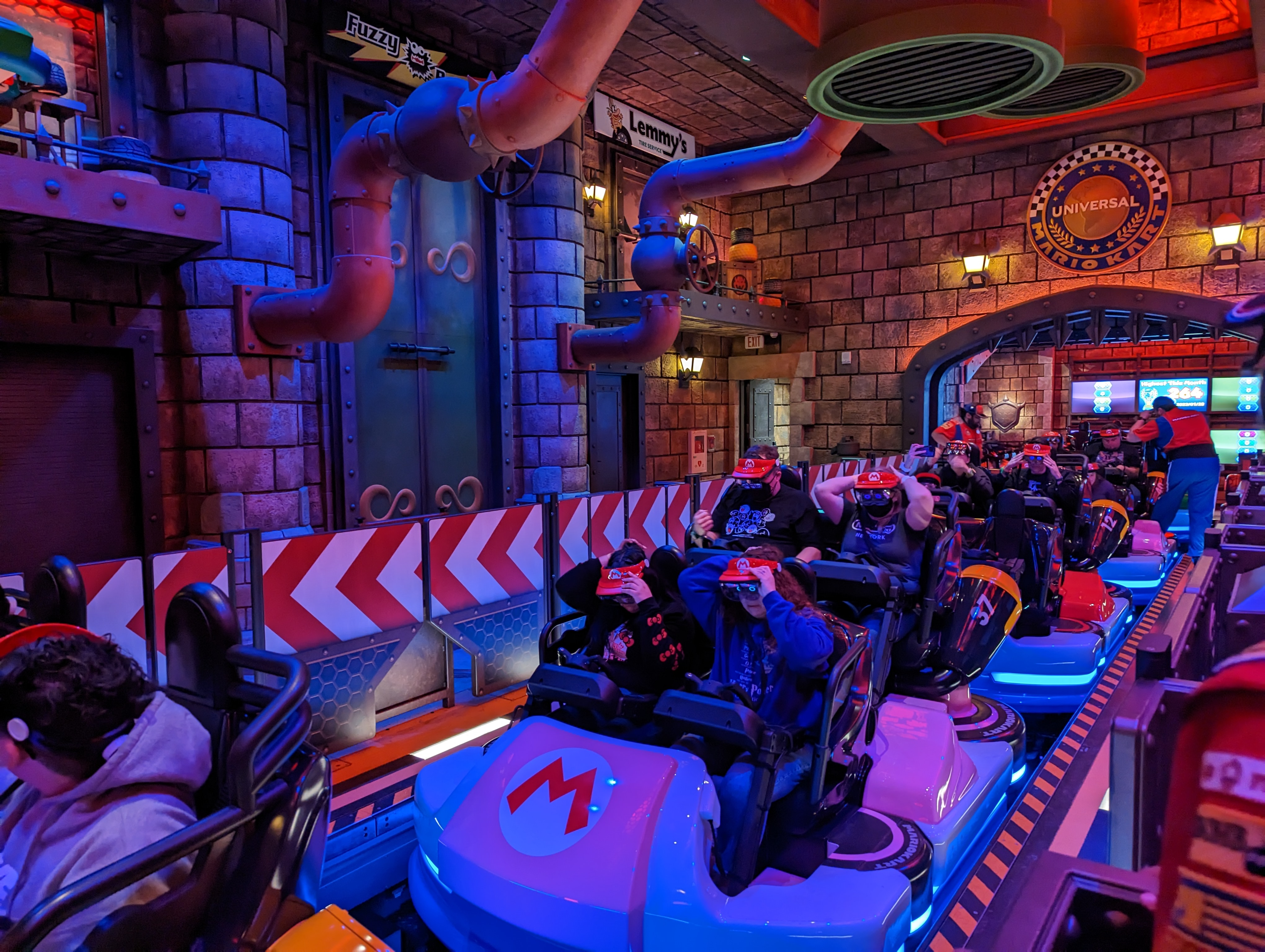
アトラクションの乗り場

2021年11月17日、「スーパー・ニンテンドー・ワールド」と本アトラクションが、テーマエンターテイメント協会（TEA）が選定する「THEA賞」を受賞したことが発表された。本アトラクションは「アウトスタンディング・アチーブメント部門」に選出され、16日に表彰された。この部門では、「スーパー・ニンテンドー・ワールド」がテーマパーク＆ライド分野で、本アトラクションが革新的技術分野で評価された。
THEA賞は「ゲストが個々にユニークな体験を通じて主体性や没入感を味わい、テーマパークにおけるインタラクティブ性の概念が大きく進化し、新たな段階に到達した」と称賛している。
受賞を受け、ユニバーサル・パークス＆リゾーツ副会長でありユニバーサル・クリエイティブ社長のマーク・ウッドベリー氏は「私たちは、ユニバーサルのテーマパークでしか味わえない体験をお届けするため、革新的な技術を採用し、物語性や冒険体験を融合させてきました。ライドやランドを超えた一生に一度の体験を提供し続ける中で、このような賞をいただけたことに、チーム一同大変感謝しております」と述べた。
また、ユニバーサル・スタジオ・ジャパン（USJ）は、「今回の受賞を励みに、リアルエンターテインメントならではの一体感と“超熱狂”を提供する場所として、更なる品質向上に取り組み、皆さまに選ばれる場を目指して努力してまいります」と表明した。